# Kuvondik Ruziev
Kuvondik Ruziev (Jarkurgan, 6 de octubre de 1994) es un futbolista uzbeko que juega en la demarcación de centrocampista para el FC Neftchi Fergana de la Super Liga de Uzbekistán.

## Selección nacional
Debutó con la selección de fútbol de Uzbekistán el 2 de junio de 2019. Lo hizo en un partido amistoso contra Turquía que finalizó con un resultado de 2-0 a favor del combinado turco tras un doblete de Zeki Çelik.

## Clubes
| Club                    | País       | Año       | Partidos | Goles |
| ----------------------- | ---------- | --------- | -------- | ----- |
| Lokomotiv Tashkent      | Uzbekistán | 2014-2015 | 4        | 0     |
| FK Kokand 1912 (cedido) | Uzbekistán | 2015      | 25       | 0     |
| Lokomotiv Tashkent      | Uzbekistán | 2015-2017 | 32       | 0     |
| FK Kokand 1912          | Uzbekistán | 2017-2020 | 104      | 7     |
| FC Navbahor             | Uzbekistán | 2021      | 26       | 0     |
| FK Kokand 1912          | Uzbekistán | 2022      | 29       | 0     |
| FC Turon                | Uzbekistán | 2023      | 16       | 2     |
| Sri Pahang FC           | Malasia    | 2023-2024 | 15       | 1     |
| FC Neftchi Fergana      | Uzbekistán | 2024-     | 14       | 0     |

## Palmarés

### Campeonatos nacionales
| Título                   | Club               | País       | Año  |
| ------------------------ | ------------------ | ---------- | ---- |
| Super Liga de Uzbekistán | Lokomotiv Tashkent | Uzbekistán | 2016 |
| Super Liga de Uzbekistán | Lokomotiv Tashkent | Uzbekistán | 2017 |